# Remo (marca)
Remo es una marca de parches de batería y banjo de origen norteamericano. La marca es conocida por su serie sumamente popular Weatherking, utilizada en la percusión orquestal, y por destacados bateristas de rock. y baterías. Además de parches de tambor, Remo también produce sets de baterías e instrumentos de percusión étnicos.

## Historia
El Baterista Remo D. Belli experimentó con una huincha como un material posible para la producción de parches de batería después de la Segunda Guerra Mundial debido a su consistencia en calidades tonales, y la resistencia a cambios meteorológicos. REMO fue fundado en 1957. Al principio los más puristas preferían la piel de becerro para los parches, en un principio los parches de batería eran blancos y opacos para generar la sensación de que eran de dicha piel. Innovaciones posteriores fueron los parches de tambor claros, dos parches de tambor (para la durabilidad añadida y la profundidad) y mediante el desarrollo de un producto denominado "FIBERSKYN" ® han  logrado grandes avances.

## Parches
Remo fabrica una amplia variedad de Parches destinados a diversos usos: 
Ambassador - Parche de capa media, sonido brillante y parche batter o "golpeador"
tiene 1 capa de 10 milésimas de pulgada de Mylar.
Diplomat - Usado comúnmente para parche resonante, es de 1 capa de 7.5 milésimas de pulgada, de Mylar.
Weatherking Coated Ambassador - Este Parche es el más popular de tarolas o cajas (redoblantes)
, ya que tiene un tono bastante seco, alto y tiene un recubrimiento llamado "Coat" que sirve para dar tono y dar la posibilidad de tocar Jazz o Fusion con Escobillas de metal o plumillas.
Emperor Coated & Emperor Clear - Son parches de 2 capas de 7 milésimas de pulgada de Mylar, la conjunción entre capas los hacen parecer aceitados, sin serlo realmente. El acabado Coated lleva un recubrimiento blanco, de aspecto arenoso, que da tono y reduce armónicos indeseados. El acabado Clear es transparente y no lleva ningún acabado superficial.
Encore - Es una serie de Parches económica de origen taiwanés de Remo. Son parches en versión doble capa con un anillo llamado "Pinstripe" en su alrededor, tienen un sonido seco, reduciendo la "cola" del sonido y acentuando graves, recomendados para Pop, Rock y géneros similares, o porosos(coated), para uso general o con plumillas, en el estilo Jazz.